# Towarzystwo Miłośników Ziemi Grodziskiej

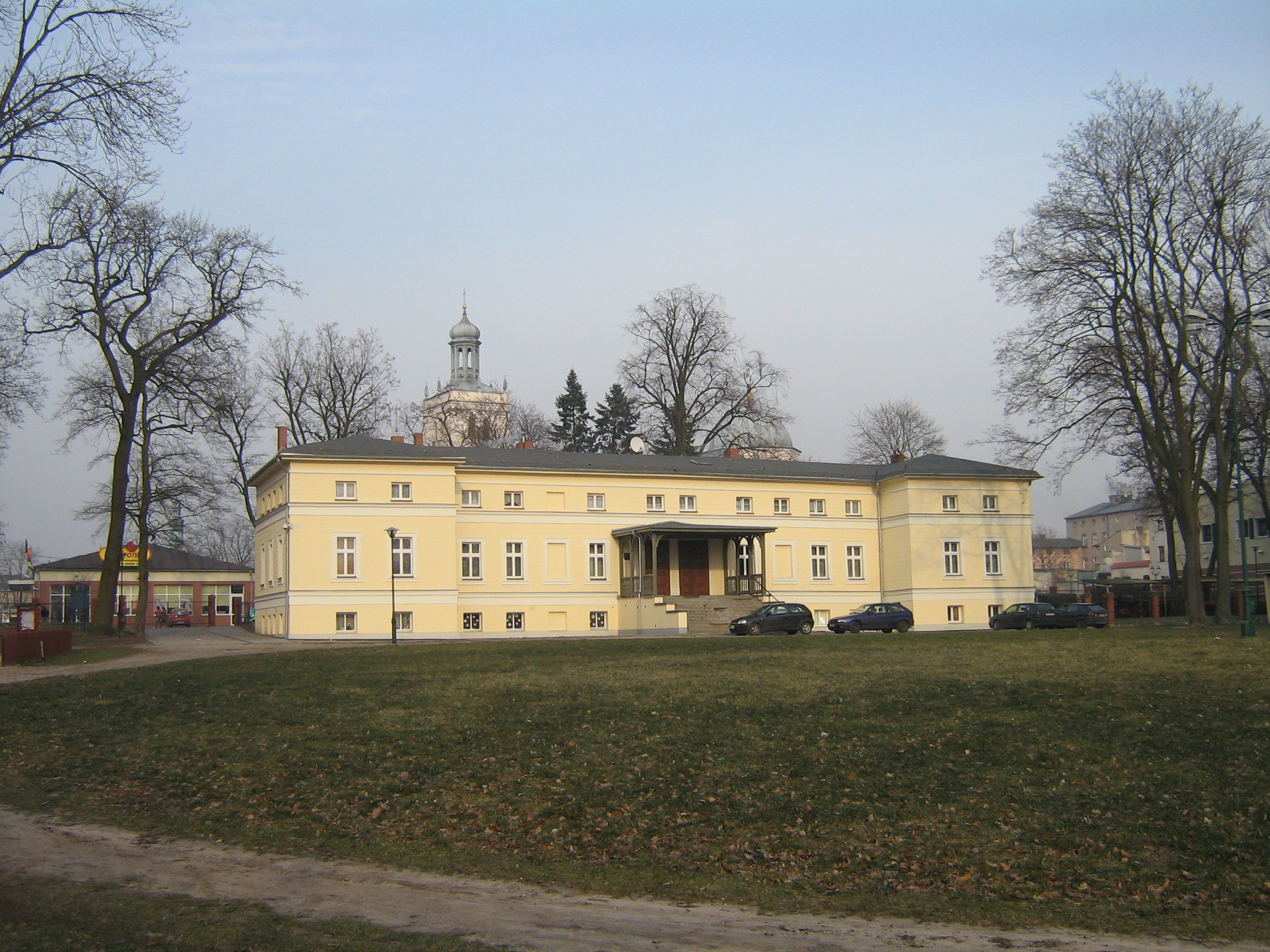
Siedziba Towarzystwa Miłośników Ziemi Grodziskiej

Towarzystwo Miłośników Ziemi Grodziskiej – organizacja społeczna powstała w 1973 r. z inicjatywy mieszkańców Grodziska Wielkopolskiego.
Pierwotnie w jej składzie znaleźli się przedstawiciele miejscowych zakładów pracy, szkół oraz działacze partyjni. Z biegiem czasu stowarzyszenie otwarło się na resztę mieszkańców, skupiając w swych szeregach wszystkich zainteresowanych lokalną historią. Towarzystwo włączało się m.in. w przygotowania do corocznych obchodów Grodziskiego Piwobrania. Pod koniec lat osiemdziesiątych XX w. jego działalność została zawieszona.
W 1994 roku nastąpiła reaktywacja Towarzystwa Miłośników Ziemi Grodziskiej w jej dzisiejszym kształcie. Jej obecnym prezesem jest Dariusz Matuszewski, który jest także kustoszem Muzeum Ziemi Grodziskiej oraz radnym miejskim i autorem licznych książek na temat historii miasta. W harmonogram imprez kulturalnych miasta wpisał się już na stałe Letni Piknik Towarzystwa Miłośników Ziemi Grodziskiej. Z inicjatywy towarzystwa ukazały się także liczne publikacje o historii Grodziska Wielkopolskiego i okolic wydawane w ramach serii wydawniczych: „Grodziskie Zeszyty Historyczne”, „Grodziskie Zapiski Regionalne”, „Grodzisk Wielkopolski wczoraj i dziś” i "Grodziska Biblioteczka Regionalisty".
Z tej ostatniej serii ukazały się dotychczas następujące publikacje:
- Humerczyk Z., Łukarski M., Matuszewski D., Dzieje Bractwa Strzeleckiego w Grodzisku Wlkp. 1646-1947 w zarysie, Grodzisk Wlkp. 2000.
- Badurski J. D., Grodzisk Wielkopolski mojego dzieciństwu, Grodzisk Wlkp. 2001.
- Matuszewski D., Michalak B., Siostry Elżbietanki w Grodzisku Wielkopolskim, Grodzisk Wlkp. 2005/2007.
- Matuszewski D., Weiss M., Szymon w naszych wspomnieniach, Grodzisk Wlkp. 2010.
- Matuszewski D., Sikorski K., Z dziejów Policji Państwowej na ziemi grodziskiej 1918-2012, Grodzisk Wlkp. 2012.
- Matuszewski D., Grodziszczanie pod bronią. Tradycje patriotyczne mieszkańców powiatu grodziskiego, Grodzisk Wlkp. 2013.
- Lipowicz D., Życie i działalność księdza Zygmunta Humerczyka (1926-2003), Grodzisk Wlkp. 2013, ISBN 83-919122-5-6
- Matuszewski D., Powiat grodziski wczoraj i dziś, Grodzisk Wlkp. 2014.
- Grodziski Słownik Powstańców Wielkopolskich z 1918-1919 roku, praca zbiorowa, Grodzisk Wlkp. 2014.
- Gawron J., Matuszewski D., Ojciec Zdzisław Regulski - woźnicki franciszkanin 1937-1993, Grodzisk Wlkp. 2016, ISBN 978-83-938819-1-8
- Wojciechowski Zachariasz, Antoni Thum - legenda przedwojennego Grodziska, Grodzisk Wlkp. 2016, ISBN 978-83-938819-2-5
- Zespół autorów pod redakcją o. Alojzego Pańczaka, Klasztor i Kościół Franciszkanów w Woźnikach. Dzieje, przewodnik, roczniki woźnickie, Grodzisk Wielkopolski 2021, ISBN 978-83-961100-0-8.
- Kaźmierczak Arkadiusz, Zachować przeszłość dla przyszłości, Grodzisk Wielkopolski 2022, ISBN 978-83-961100-2-2
- Pańczak A., Kronika Grodziskich Bernardynów, Grodzisk Wlkp. 2024, ISBN 978-83-961100-7-7